# USS Meade (DD-602)
USS Meade (DD-602) là một tàu khu trục thuộc lớp Benson của Hải quân Hoa Kỳ đã phục vụ trong suốt Chiến tranh Thế giới thứ hai. Nó là chiếc tàu chiến thứ hai của Hải quân Hoa Kỳ được đặt theo tên hai anh em Chuẩn đô đốc Richard Worsam Meade (1837-1897) và Thiếu tướng Thủy quân Lục chiến Robert Leamy Meade (1842-1910).

## Thiết kế và chế tạo
Meade được đặt lườn tại chi nhánh xưởng tàu của hãng Bethlehem Steel Co. ở đảo Staten, New York vào ngày 25 tháng 3 năm 1941. Nó được hạ thủy vào ngày 15 tháng 2 năm 1942; được đỡ đầu bởi bà Moray Nairne Wootton, và được cho nhập biên chế tại Xưởng hải quân Brooklyn vào ngày 22 tháng 6 năm 1942 dưới quyền chỉ huy của Hạm trưởng, Thiếu tá Hải quân R. S. Lamb.

## Lịch sử hoạt động

### 1942
Sau khi chạy thử máy tại vùng biển ngoài khơi vịnh Guantánamo, Cuba, Meade lên đường trong thành phần hộ tống cho thiết giáp hạm Washington đi đến vùng biển Tây Nam Thái Bình Dương. Sau khi đi đến Tongatapu thuộc quần đảo Tonga vào ngày 14 tháng 9 năm 1942, nó hộ tống các đội đặc nhiệm tàu sân bay làm nhiệm vụ phòng thủ các tuyến đường hàng hải giữa các căn cứ Đồng Minh ở Nam Thái Bình Dương và lực lượng trú đóng tại quần đảo Solomon. Hoạt động ngoài khơi Nouméa thuộc New Caledonia, nó phục vụ trong những tháng cuối năm 1942 trong khi diễn ra trận chiến kéo dài và cam go nhằm giành quyền kiểm soát Guadalcanal.
Trong thành phần hộ tống cho chiếc Kopara và YT‑130, Meade di chuyển ngoài khơi Guadalcanal trong khi diễn ra trận chiến gây tổn thất lớn nhưng mang tính quyết định vào đêm 13 tháng 11. Nó đi đến Tulagi vào ngày 14 tháng 11; và sau trận chiến vào đêm 14-15 tháng 11, nó vượt qua eo biển Đáy Sắt, trong vòng một giờ đã phá hủy bốn tàu vận chuyển đối phương về phía Bắc Tassafaronga bằng hỏa lực pháo 5‑inch. Những tàu vận chuyển này trước đó đã chịu đựng các cuộc không kích càn quét và ném bom, và bị buộc phải mắc cạn. Sau đó nó tuần tra tại vùng biển giữa đảo Savo và Guadalcanal, cứu vớt được 266 người sống sót từ các tàu khu trục Preston và Walke bị đánh chìm trong trận hải chiến ác liệt vào đêm hôm trước. Sau khi quay về Tulagi, nó tham gia vào việc tìm kiếm những người sống sót của chiếc tàu tuần dương hạng nhẹ Juneau ngoài khơi San Cristobal trong ngày 16 tháng 11.
Từ ngày 22 tháng 11 đến ngày 16 tháng 12, Meade hoạt động như tàu hộ tống cho chiếc Navajo trong các hoạt động trục vớt cứu hộ. Nó hộ tống cho chiếc tàu tuần dương hạng nặng Portland bị hư hại đi đến Sydney, Australia, cũng như hộ tống chiếc Minneapolis trên đường đi đến New Hebrides. Nó tiếp tục các hoạt động hộ tống giữa Guadalcanal và các căn cứ tại New Caledonia và New Hebrides. Trong Trận chiến đảo Rennell từ ngày 29 đến ngày 30 tháng 1 năm 1943, nó đã bảo vệ cho các tàu sân bay hộ tống thuộc Lực lượng Đặc nhiệm 18.

### 1943
Meade rời khu vực Nam Thái Bình Dương vào ngày 18 tháng 3 để hướng lên phía Bắc, đi đến khu vực quần đảo Aleut vào ngày 15 tháng 4. Trong bốn tháng tiếp theo làm nhiệm vụ tuần tra và hộ tống vận tải tại khu vực Bắc Thái Bình Dương, nó hoạt động bắn phá bờ biển và hỗ trợ hỏa lực cho việc tấn công và chiếm đóng đảo Attu đầy sương mù vào ngày 11 tháng 5. Trước khi rời vùng biển Aleut, nó còn tham gia vào cuộc tái chiếm đảo Kiska, nhưng chỉ sau khi quân Nhật đã bí mật triệt thoái khỏi đảo này vài ngày trước đó.
Sau khi được đại tu tại Xưởng hải quân Puget Sound, Meade lên đường đi ngang qua Trân Châu Cảng để đi đến Wellington, New Zealand vào ngày 29 tháng 10. Tham gia lực lượng tấn công thuộc Đệ Ngũ hạm đội, nó khởi hành từ Efate, New Hebrides vào ngày 13 tháng 11 trong thành phần đội hỗ trợ hỏa lực của Lực lượng Đặc nhiệm 53, lực lượng phía Nam cho cuộc chiếm đóng quần đảo Gilbert. Nó hộ tống các tàu tuần dương và bắn phá bờ biển trong cuộc chiến quyết liệt nhằm chiếm đảo Betio thuộc đảo san hô Tarawa vào ngày 20 tháng 11.
Hai ngày sau, Meade bắt được tín hiệu dò âm dưới nước đang khi tuần tra bảo vệ về phía Tây khu vực vận chuyển. Từ 15 giờ 30 phút đến 17 giờ 36 phút, nó cùng tàu khu trục chị em Frazier tiến hành năm đợt tấn công bằng mìn sâu. Lượt tấn công cuối cùng của nó đã buộc tàu ngầm Nhật Bản I-35 phải nổi lên mặt nước, khi mọi hỏa lực các cỡ của hai chiếc tàu khu trục cùng nhắm vào đối thủ. Năm phút sau Meade ngừng bắn, và đến 17 giờ 51 phút Frazier húc chiếc tàu ngầm vào phía mạn trái ngay sau tháp chỉ huy; I‑35 lật nghiêng và đắm với đuôi chìm trước lúc 17 giờ 54 phút. Các tàu khu trục thả xuồng để vớt bốn người sống sót; một người bị giết trong một vụ xung đột ngắn. Khi xuồng của Meade quay trở lại với một tù binh thứ hai bị thương nặng, một máy bay ném bom-ngư lôi Hoa Kỳ nhầm nó với một tháp chỉ huy tàu ngầm đối phương, và đã ném một quả bom 500‑pound với kíp nổ chậm cách chiếc xuổng khoảng 3 ft (0,91 m); vụ nổ dưới nước khiến chiếc xuồng bị nhấc bổng khỏi mặt nước và bị thủng. Cuối cùng các thành viên thủy thủ đoàn cũng được chiếc tàu khu trục cứu vớt.

### 1944
Meade quay trở về Trân Châu Cảng vào ngày 7 tháng 12, và trong sáu tuần lễ tiếp theo nó huấn luyện nhằm chuẩn bị cho chiến dịch chiếm đóng quần đảo Marshall. Nó khởi hành cùng Lực lượng Đặc nhiệm 52 vào ngày 22 tháng 1 năm 1944, và đến ngày 30 tháng 1 đã tham gia đợt bắn phá các vị trí của đối phương trên đảo Taroa thuộc đảo san hô Maloelap. Đi đến ngoài khơi đảo Kwajalein vào ngày 31 tháng 1, nó hộ tống các thiết giáp hạm và tàu tuần dương trong đợt bắn phá bờ biển mãnh liệt; bản thân nó cũng bắn phá theo định kỳ và dưới sự chỉ điểm trong các ngày 1 và 2 tháng 2, phá hủy các doanh trại và công sự phòng thủ đối phương. Nó tiếp tục ở lại khu vực Kwajalein cho đến ngày 16 tháng 2, khi nó lên đường đi ngang qua Majuro để quay về Trân Châu Cảng, đến nơi vào ngày 24 tháng 2.
Meade quay trở lại Majuro vào ngày 8 tháng 3, làm nhiệm vụ hộ tống các tàu sân bay nhanh thuộc Lực lượng Đặc nhiệm 58. Sau khi hỗ trợ cho các hoạt động bắn phá và không kích xuống đảo san hô Mille thuộc quần đảo Marshall vào ngày 18 tháng 3, nó hộ tống các tàu sân bay đi sang phía Tây đến quần đảo Caroline. Từ ngày 30 tháng 3 đến ngày 2 tháng 4, Lực lượng Đặc nhiệm 58 tiến hành không kích dữ dội các cứ điểm đối phương tại Yap, Woleai và Palau. Nó cũng hỗ trợ cho các cuộc không kích tương tự xuống khu vực phía Tây New Guinea từ ngày 21 đến ngày 24 tháng 4, bảo vệ cho các tàu sân bay trong các cuộc không kích tại Truk và Ponape thuộc Caroline từ ngày 29 đến ngày 30 tháng 4. Nó quay trở về quần đảo Marshall vào ngày 4 tháng 5.
Từ ngày đến ngày 12 tháng 5, 10 tháng 7, Meade hoạt động từ Majuro, bắn phá bờ biển và tuần tra phong tỏa quanh các đảo bị phía Đồng Minh bỏ qua và cô lập tại quần đảo Marshall, bao gồm Wotje, Maloelap, Mille và Jaluit. Khởi hành từ Majuro vào ngày 11 tháng 7, nó đi ngang Trân Châu Cảng để quay về vùng bờ Tây, về đến San Francisco vào ngày 26 tháng 7. Sau khi được đại tu tại Xưởng hải quân Mare Island, nó quay trở lại Trân Châu Cảng vào ngày 20 tháng 9, và trong hai tháng tiếp theo đã hoạt động hỗ trợ cho Trường Ngư lôi và Tác xạ Hạm đội Thái Bình Dương. Nó lên đường vào ngày 1 tháng 12 trong thành phần hộ tống cho thiết giáp hạm Wisconsin. Đi đến Ulithi, Caroline vào ngày 9 tháng 12, nó quay trở lại khu vực Marshall từ ngày 15 đến ngày 19 tháng 12 hộ tống cho hai tàu buôn.

### 1945
Từ khu vực quần đảo Marshall, từ ngày 25 tháng 12 đến ngày 16 tháng 1 năm 1945, Meade hoàn tất hai chuyến hộ tống vận tải đi lại giữa Eniwetok và Guam. Rời khu vực Marshall vào ngày 21 tháng 1, nó đi ngang qua Ulithi và đi đến Philippines vào ngày 28 tháng 1, nơi nó trình diện để phục vụ cùng Đệ thất Hạm đội. Trong thành phần Đội khu trục 27, nó hộ tống các tàu đổ bộ LST và tàu buôn di chuyển từ vịnh Leyte ngang qua Mindoro và vịnh Subic để đến vịnh Lingayen, Luzon từ ngày 8 đến ngày 13 tháng 2. Trong hơn hai tháng tiếp theo sau, nó hoạt động ngoài khơi vịnh Lingayen, tuần tra các lối ra vào vịnh và bờ biển phía Tây Luzon chống máy bay và tàu ngầm đối phương. Nó quay trở lại vịnh Leyte vào ngày 5 tháng 5.
Được điều sang Đội đặc nhiệm 78.3, Meade đi đến vịnh Macajalar, Mindoro vào ngày 10 tháng 5, nơi nó bắn pháo hỗ trợ cho cuộc đổ bộ nhưng không bị kháng cự tại đây. Nó rời khu vực này vào ngày 15 tháng 5, hộ tống tàu bè đi Cebu và Mindanao trước khi quay trở lại Leyte vào ngày 20 tháng 5. Nó tiếp tục các chuyến hộ tống tại miền Nam Philippine cho đến ngày 9 tháng 7; một tháng sau, nó khởi hành đi vịnh Subic, đến nơi ngay trước khi quân Nhật đầu hàng.

### Sau chiến tranh
Từ ngày 31 tháng 8 đến ngày 9 tháng 9, Meade thực hiện một chuyến hộ tống vận tải khứ hồi đến Okinawa. Nó khởi hành vào ngày 20 tháng 9 để đi sang Đông Dương thuộc Pháp, tiếp cận bờ biển đảo Cái Bàn trong vịnh Bắc Bộ vào ngày 23 tháng 9 để chuyển giao tiếp liệu và thuốc men cho quân đội Pháp. Sau khi quay trở về vịnh Manila vào ngày 29 tháng 9, nó tiếp tục nhiệm vụ tại Philippine trước khi lên đường quay trở về Hoa Kỳ vào ngày 2 tháng 11. Ghé qua San Diego, California và kênh đào Panama, nó đi đến Norfolk, Virginia vào ngày 9 tháng 12, và bắt đầu được đại tu tại đây hai ngày sau đó. Đến ngày 4 tháng 3 năm 1946, chiếc tàu khu trục lên đường đi Charleston, South Carolina.
Meade được cho xuất biên chế tại đây vào ngày 17 tháng 6 năm 1946, và gia nhập Hạm đội Dự bị Đại Tây Dương. Tên nó được cho rút khỏi danh sách Đăng bạ Hải quân vào ngày 1 tháng 6 năm 1971, và nó bị đánh chìm như một mục tiêu vào tháng 2 năm 1973. Chiếc chuông của con tàu hiện đang được trưng bày tại Trường Cao đẳng Tham mưu Hỗn hợp ở Norfolk, Virginia.

## Phần thưởng
Meade được tặng thưởng chín Ngôi sao Chiến trận do thành tích phục vụ trong Thế Chiến II.